# Notre-Dame-de-Lorette (Paris)

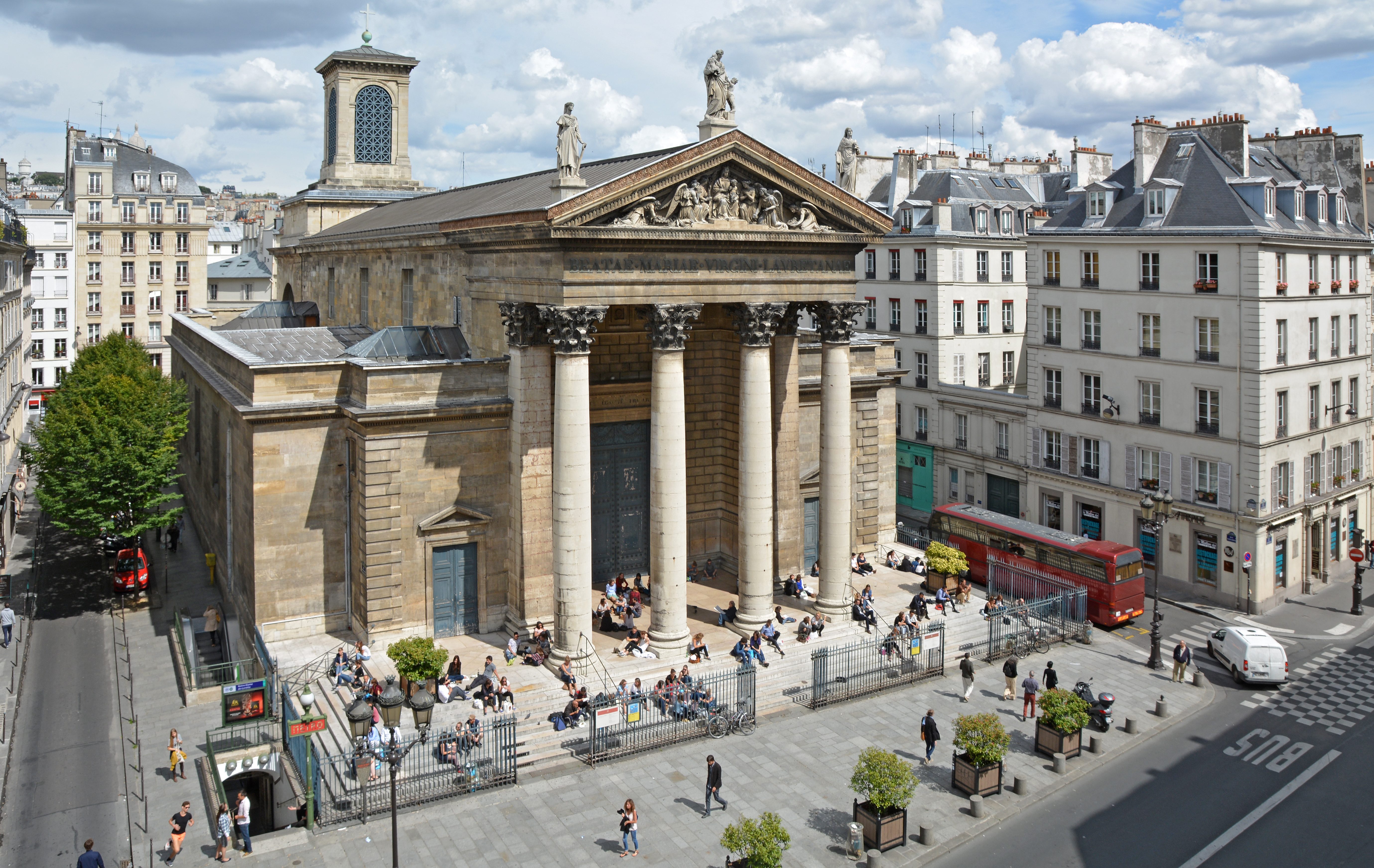
Notre-Dame-de-Lorette

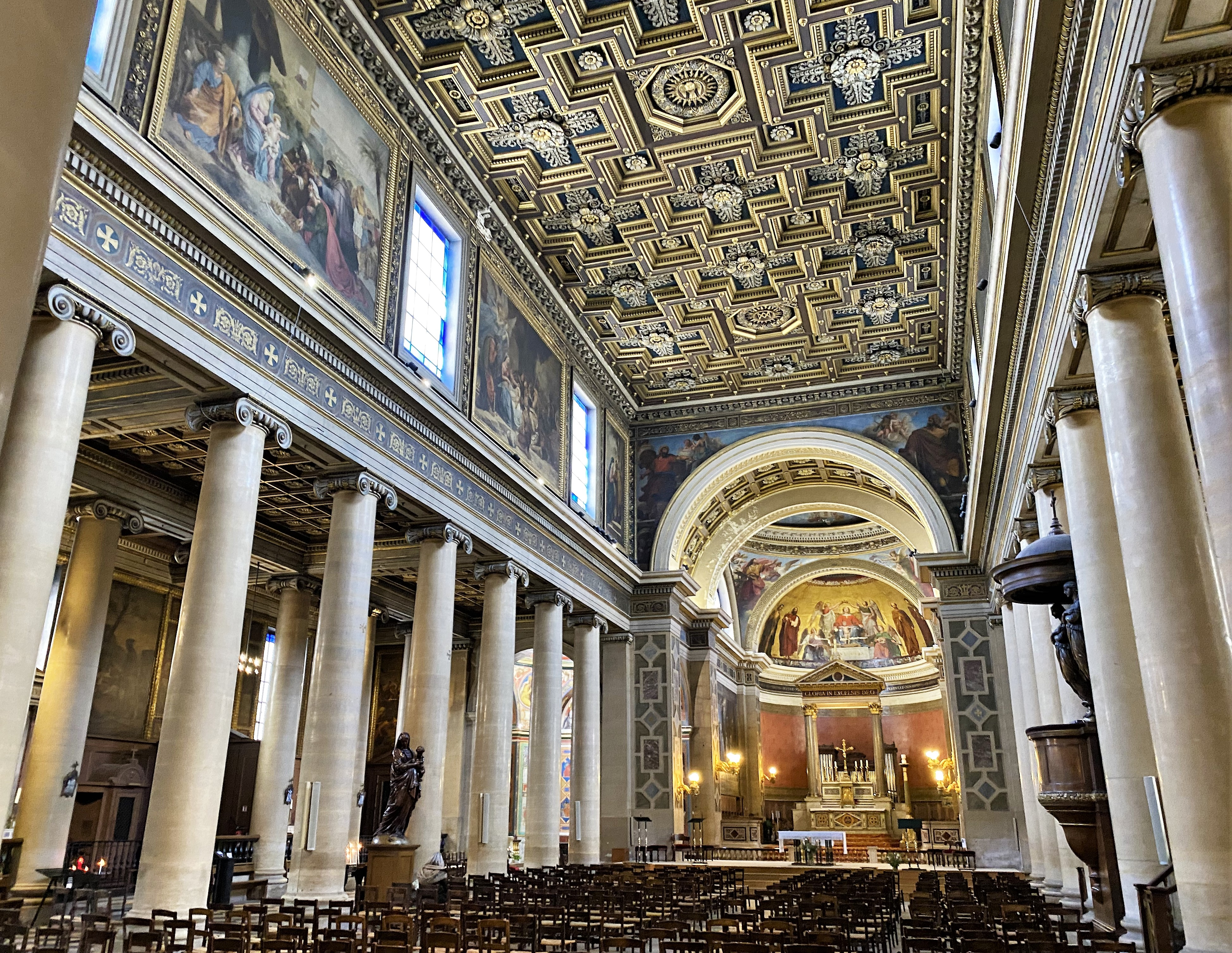
Innenraum

Die Pfarrkirche Notre-Dame-de-Lorette ist eine im Stil einer römischen Basilika erbaute Kirche in Paris. Sie befindet sich im 9. Arrondissement, etwa 100 m nördlich der Rue la Fayette. Die Basilika ist dem Patrozinium Unserer Lieben Frau von Loreto geweiht.

## Geschichte
Die Bauzeit erstreckte sich von 1823 bis 1836. Architekt war Louis-Hippolyte Lebas, der auch am Bau der Pariser Börse, des Palais Brongniart, beteiligt war. Das Patrozinium der Kirche soll an das Wunder erinnern, bei dem Engel das Haus der Heiligen Familie von Nazareth nach Loreto in Italien getragen haben sollen.

## Bleiglasfenster
Die Bleiglasfenster in der Kirche sind die ersten Fenster, die von der Manufacture de Sèvres gefertigt wurden. Sie wurden in den 1830er Jahren nach Kartons namhafter Künstler ausgeführt, die Darstellung der Himmelfahrt Mariens stammt von Pierre Delorme.

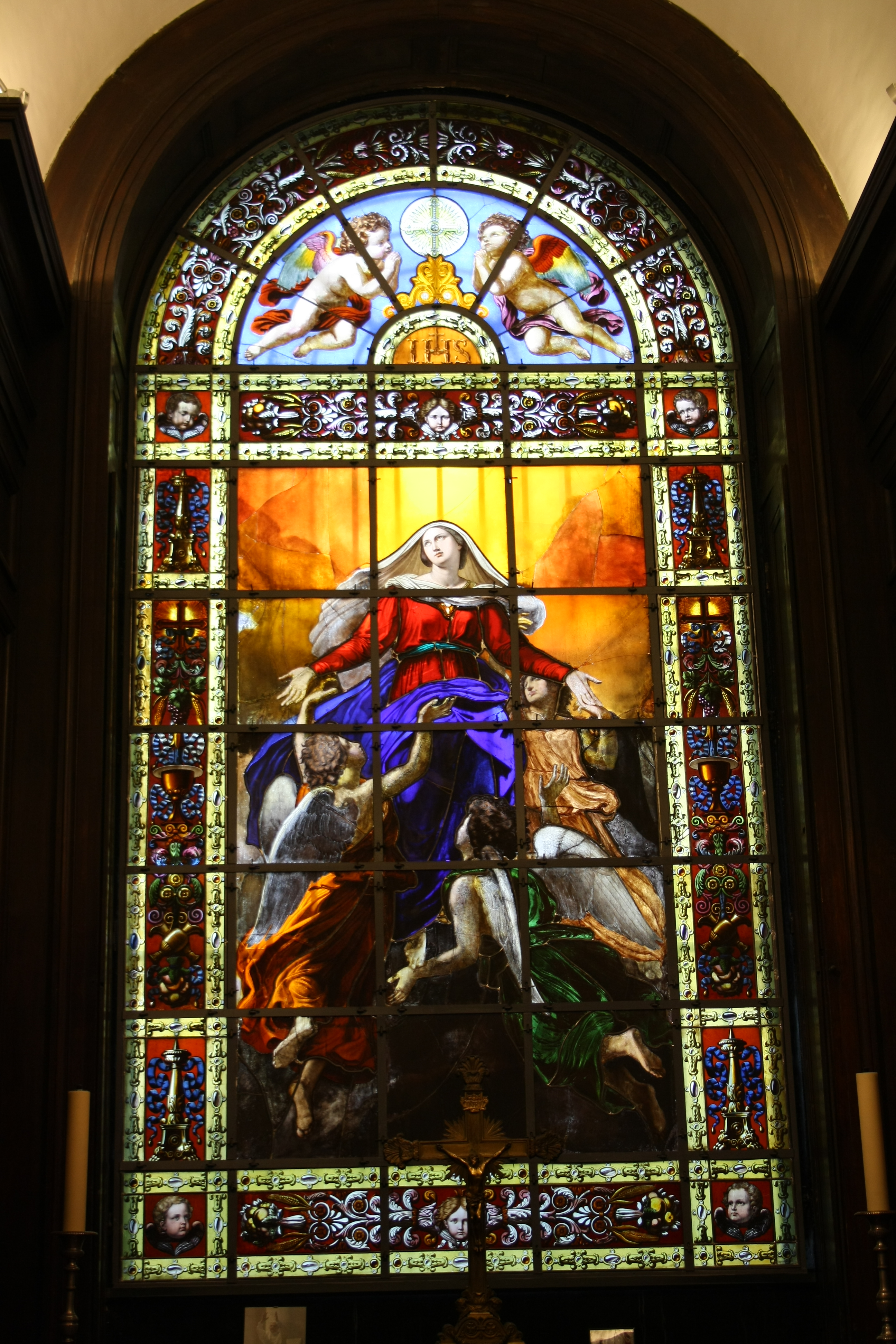

## Orgeln

### Hauptorgel

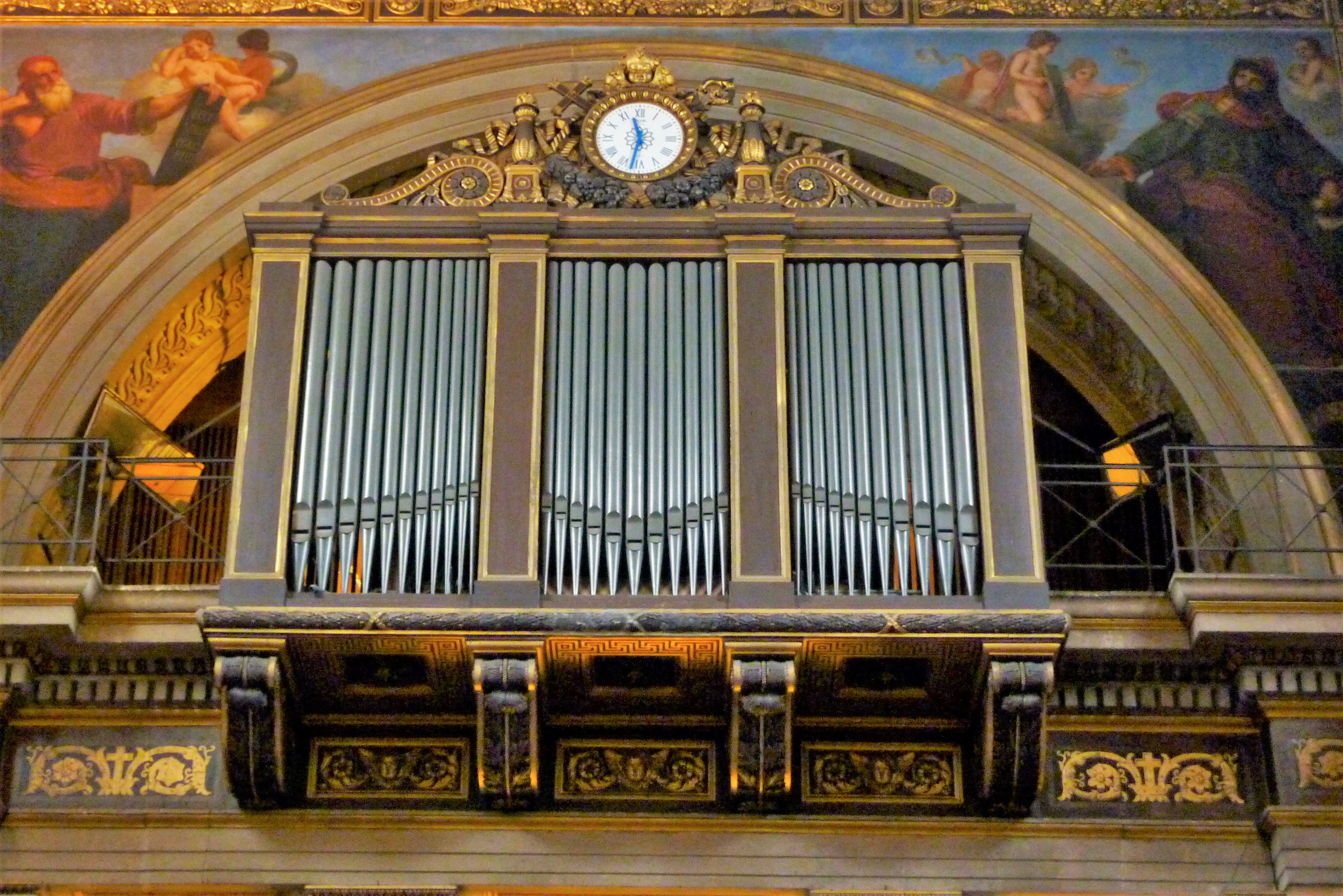
Hauptorgel von Cavaillé-Coll-Orgel (1838)

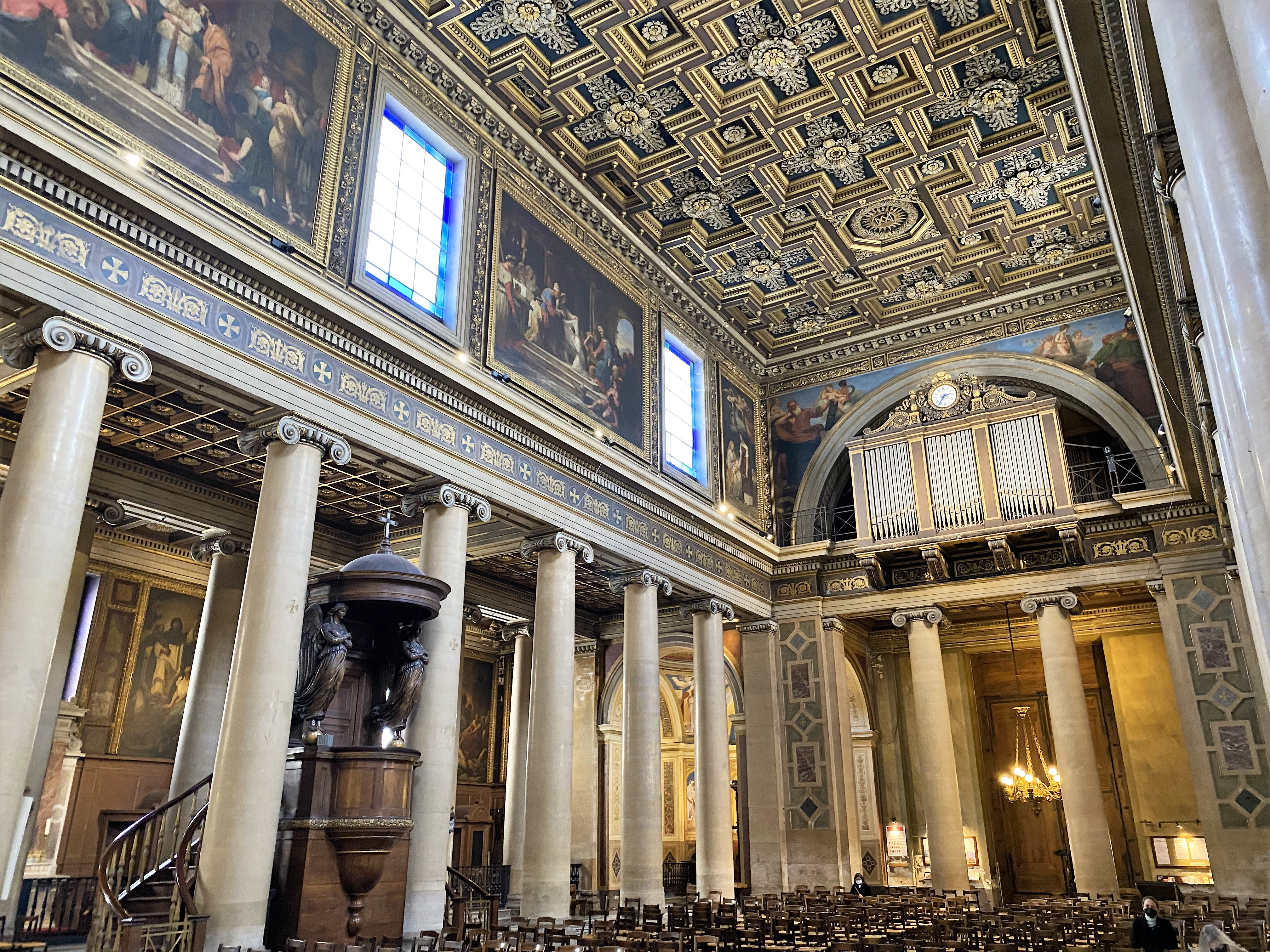

Aristide Cavaillé-Coll baute in der Kirche 1836–1838 eine seiner ersten Orgeln auf. Der Komponist César Franck war hier von 1846 bis 1859 Organist. Die Orgelbauer Stolz und Haerpfer-Erman setzten sie 1881 bzw. 1975 instand. Die Orgel ist als monument historique klassifiziert und hat folgende Disposition:
| I Positif C–f3 |        |
| Montre         | 8′     |
| Bourdon        | 8′     |
| Salicional     | 8′     |
| Prestant       | 4′     |
| Flûte          | 4′     |
| Nasard         | 2 ⁄3′  |
| Doublette      | 2′     |
| Tierce         | 1 3⁄5′ |
| Fourniture IV  |        |
| Cymbale III    |        |
| Cornet V       |        |
| Trompette      | 8′     |
| Cromorne       | 8′     |
| Clairon        | 4′     |

| II Grand-Orgue C–f3   |        |
| Montre                | 16′    |
| Bourdon               | 16′    |
| Montre                | 8′     |
| Bourdon               | 8′     |
| Flûte cônique         | 8′     |
| Prestant              | 4′     |
| Flûte                 | 4′     |
| Nasard                | 2 ⁄3′  |
| Quarte                | 2′     |
| Tierce                | 1 3⁄5′ |
| Grosse fourniture III |        |
| Fourniture III–IV     |        |
| Cymbale IV            |        |
| Cornet V              |        |
| Bombarde              | 8′+16′ |
| Trompette             | 8′     |
| Hautbois              | 8′     |
| Clairon               | 4′     |

| III Récit expressif C–f3 |     |
| Bourdon                  | 8′  |
| Flûte traversière        | 8′  |
| Flûte octaviante         | 4′  |
| Flûte à cheminée         | 4′  |
| Flageolet                | 2′  |
| Cornet III               |     |
| Cor anglais              | 16′ |
| Trompette                | 8′  |
| Hautbois                 | 8′  |
| Voix humaine             | 8′  |

| Pédale C–d1 |     |
| Flûte       | 16′ |
| Flûte       | 8′  |
| Flûte       | 4′  |
| Bombarde    | 16′ |
| Trompette   | 8′  |
| Clairon     | 4′  |

- Koppeln: Pos./G.O.; Tirasse G.O.; Tirasse Pos.
- Tremblant.
- Appel d’anches G.O.

### Chororgel

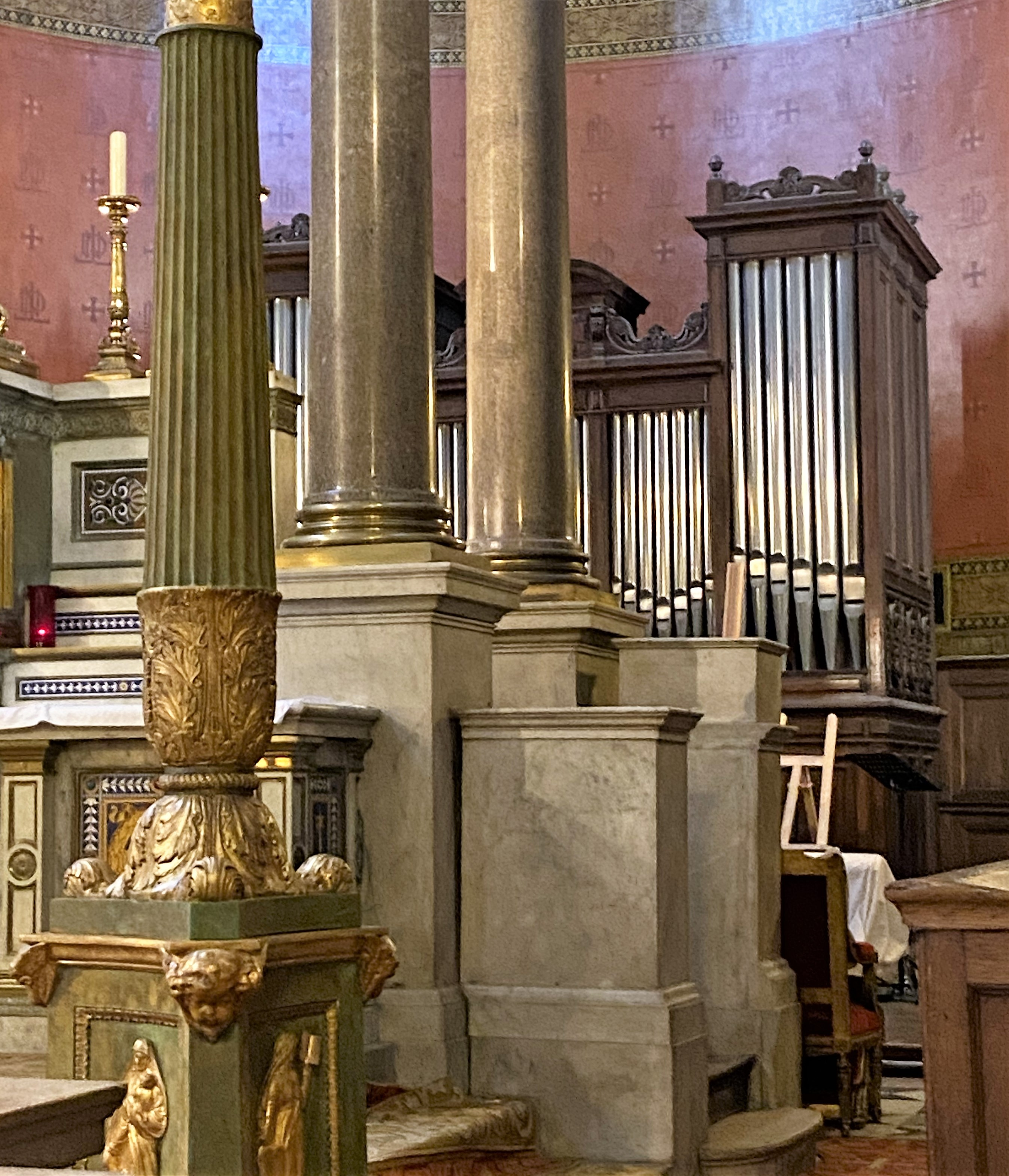
Chororgel

Die Chororgel befindet sich mittig hinter dem Hochaltar.

## Umgebung
Direkt neben der Kirche befindet sich die gleichnamige Métrostation Notre Dame de Lorette der Linie 12. Neben der Kirche verläuft die Rue Notre-Dame-de-Lorette.